# Lalla Khadîdja
Der zum Tellatlas gehörende Lalla Khadîdja (arabisch لالة خديجة oder kabylisch ⵜⴰⵎⴳⵓⵜ Tamgut) ist mit einer Höhe von ca. 2308 m – nach dem Hoggar-Gebirge im Süden des Landes bzw. dem Djebel Chélia im Aurès-Gebirge – der zweit- oder dritthöchste Bergstock Algeriens.

## Toponym
Der Berg ist nach einer legendären Kriegerin benannt, die im 16. Jahrhundert auf Seiten des Piraten Khair ad-Din Barbarossa gegen die von der Republik Venedig und Papst Paul III. initiierte Heilige Liga unter der Führung des genuesischen Admirals Andrea Doria kämpfte.

## Lage
Der Berg befindet sich am Südwestrand der zum Tellatlas gehörenden Djurdjura-Kette ca. 170 km südöstlich von Algier bzw. ca. 50 km nordöstlich der Stadt Bouira im Norden der Provinz Bouira.

## Tourismus
Der Berg kann winters wie sommers im Rahmen von Tagestouren bestiegen werden.